# Toshihira Inoguchi
Toshihira Inoguchi (猪口 敏平, Inoguchi Toshihira, 11 de agosto de 1896 – 24 de outubro de 1944) foi um vice-almirante japonês e serviu como comandante do segundo couraçado da Classe Yamato, Musashi durante a Segunda Guerra Mundial até sua morte.
Inoguchi ocupou vários comandos dentro da Marinha Imperial Japonesa e tinha a reputação de ser o melhor teórico de artilharia dentro da instituição. Durante a Batalha do Golfo de Leyte, o Musashi foi atacado por ondas escalonadas de bombardeiros de mergulho e torpedeiros da Marinha dos EUA e terminou afundado. Inoguchi foi ferido e decidiu afundar com o navio. 

## Biografia
Toshihira Inoguchi nasceu na prefeitura de Tottori no Império do Japão, em 11 de agosto de 1896 e ingressou na Marinha Imperial Japonesa em 1918. Ele ascendeu ao posto de tenente em 1924, comandante em 1934, capitão em 1939 e contra-almirante em 15 de outubro de 1944, e assumiu comando do poderoso encouraçado Musashi.
Nesta época, Inouguchi advogava por uma solução pacífica para o guerra.
Em 1944, integrou a 1º Divisão de Kurita (também conhecida como Força Central) a serviço do então vice-almirante Takeo Kurita durante a operação "Sho-1". Após o avistamento do Musashi por aeronaves inimigas no Mar de Sibuyan, próximo as Filipinas, entrou em combate durante Batalha do Golfo de Leyte. Sendo o Musashi fortemente bombardeado por aeronaves da Marinha dos Estados Unidos, Inouguchi acabou gravemente ferido, quando recebeu, tardiamente, a ordem de Kurita para encalhar o navio a fim de permitir o uso da bateria de armas, todavia o navio já estava afundando.  Após ter sido dada a ordem para abandonar o navio, Inoguchi teria então chamado um alferes, dando sua espada junto com uma carta pedindo o perdão do Imperador e recusado a sair do Musashi escolhendo afundar com este.